# 新中川町停留場
新中川町停留場（日语：／ Shinnakagawa-machi teiryūjō */?），又稱諏訪神社電車站，是位於長崎縣長崎市中川町，長崎電氣軌道螢茶屋支線的電車站。車站編號為41。

## 歷史
此電車站在1934年（昭和9年）以中川町停留場（日语：／）的名義啟用。同日馬町至螢茶屋之間開通。在1947年（昭和22年）改名為新中川町停留場，同時向新大工町停留場一方遷移0.2公里。在新大工町停留場至此電車站之間曾經設有櫻馬場町停留場（日语：／）。在太平洋戰爭下的1944年（昭和19年），開始急行運輸之際此電車站廢止。

### 年表
- 1934年（昭和9年）12月20日 - 中川町停留場啟用[2]。
- 1947年（昭和22年）12月 - 電車站向新大工町一方遷移，並改名為新中川町停留場[2]。
- 1988年（昭和63年）3月18日 - 電車站向螢茶屋一方遷移[2]。
- 2010年（平成22年）3月22日 - 電車站設置行人過路處和斜道[5]。

## 電車站構造
電車站是建造在共用行車道上。電車站設有2面2線的低地台相對式月台。北邊為螢茶屋方向月台，南邊為西濱町、長崎站前方向月台。在戰前，月台上只有安全島，只有少數電車站設有該設備，在戰時的命令下把安全島一度撤走。
月台出入口連接行人天橋和行人過路處。設置天橋的原因是為了保護小學生的安全，該天橋在昭和40年代已經設置。而行人過路處在2010年（平成22年）設置，這是為了方便乘客進出電車站而增設。

### 運行系統
此電車站是螢茶屋支線電車站之一。當中2、3、4、5系統駛入該電車站。

## 使用狀況
根據「長崎電軌」的調査，以下為1日的上下車人次資料。在早上和黃昏會有附近的學生乘車上放學。
- 1998年 - 3,101人[1]
- 2015年 - 2,700人[11]

## 電車站周邊
電車站鄰近住宅區。在電車站前設有長崎市立伊良林小學，在附近也設有中學和高校。日本的近代醫學之祖西博爾德住宅蹟和西博爾德紀念館位於電車站15分鐘步程。
- 長崎市立櫻馬場中學（日语：長崎市立桜馬場中学校）
- 長崎縣立鳴瀧高等學校（日语：長崎県立鳴滝高等学校）
- 瓊浦高等學校（日语：瓊浦高等学校）

## 相鄰電車站
長崎電氣軌道
螢茶屋支線（□2號系統、■3號系統、■4號系統、■5號系統）
新大工町（40）－新中川町（41）－螢茶屋（43）

## 注腳